# ハンブルク＝ベルゲドルフ駅
ハンブルク＝ベルゲドルフ駅 (ドイツ語: Bahnhof Hamburg-Bergedorf) はドイツ・ハンブルク市ベルゲドフル区 (Bezirk Bergedorf) にある鉄道駅である。近くにはバスステーションやショッピングセンターCCBなどがある。ハンブルクSバーンのS21、S2が乗り入れる他、ドイツ鉄道運行のレギオナルエクスプレスや一部のインターシティ等の長距離列車が停車する。Sバーンの電車は3 - 5番線を使用し、ドイツ鉄道の列車は1、2番線を使用している。また、駅前のバスステーションからはハンブルク南西部へ向かう路線バス等に接続している。ベルゲドルフ駅は1846年12月15日のベルリン-ハンブルク線 (Berlin-Hamburger Bahn) の開通により開業した。2008年4月より、ベルゲドルフ駅の駅舎と中央バスステーション(zentraler Omnibusbusbahnhof)の建て替え工事が行われている。鉄道の築堤に沿ってある古い建物は取り壊され、新しいバスステーションは線路寄りに設置される。また、ショッピングセンターの拡張や駐車場の再整備が行われる。